# Estádio Walmir Campelo Bezerra
O Estádio Valmir Campelo Bezerra, mais conhecido como Bezerrão é um estádio de futebol brasileiro, situado em Gama, no Distrito Federal. Inaugurado em 1977, o estádio passou por um reforma que o interditou entre janeiro de 2006 e novembro de 2008, quando foi reinaugurado em 19 de novembro, com a partida amistosa de futebol entre as seleções do Brasil e de Portugal.
O Bezerrão pertence ao Governo do Distrito Federal e é o local onde o Gama costuma realizar seus jogos, além de ser usado por outros times do Distrito Federal em jogos maiores, como foi no caso da partida entre Dom Pedro e Botafogo, disputada em 5 de março de 2009, válida pela Copa do Brasil. O nome do estádio é uma homenagem ao ex-deputado, ex-senador e ex-ministro do Tribunal de Contas da União, Valmir Campelo Bezerra, o qual era o administrador de Gama durante a construção do estádio.

## História
A ideia de construir um estádio no Gama remete a década de 60, visto que as equipes da cidade tinham que disputar as suas partidas no Plano Piloto. A primeira equipe da cidade, o Esporte Clube Planalto chegou a construir um estádio próximo a Praça dos Três Poderes, o Estádio Duílio Costa.[carece de fontes?]
O primeiro clube da região administrativa a ter seu próprio campo foi o Gama Atlético Clube. No dia 21 de junho de 1963, a equipe anuncia, juntamente com o subprefeito do Gama Tito Araújo, o plano de construir o Estádio Definitivo do Gama.
O estádio, também conhecido simplesmente como Estádio do Gama ou Estádio da Administração do Gama, foi muito utilizado pelos times da cidade Mariana, Gaminha e Coenge.
Em 1976 sob o apoio do administrador regional Walmir Campelo Bezerra, o estádio foi demolido para a construção do Bezerrão, inaugurado em 1977. Inicialmente, o estádio possuía o nome de Estádio Municipal do Gama. A primeira partida foi em 9 de outubro do mesmo ano, quando o Botafogo venceu o Gama por 3 x 0. O primeiro gol foi marcado por Mendonça, do Botafogo, aos 9 minutos do primeiro tempo.
Passou por ampla reforma e foi reinaugurado em 13 de novembro de 2008. No dia 19 de novembro de 2008, houve um jogo entre as seleções de Brasil e Portugal, jogo este que estabeleceu o recorde de público do estádio. O time da casa venceu por 6 a 2, três gols de Luís Fabiano, um de Elano, Maicon e Adriano. O português Danny, porém, foi o autor do primeiro gol.
Em dezembro de 2008 o Bezerrão ganhou destaque nacional ao receber o jogo entre Goiás e São Paulo, válido pela 38ª rodada do Campeonato Brasileiro. O clube paulista venceu a partida por 1 a 0, consagrando-se campeão do torneio daquele ano. Com esta conquista neste estádio, o São Paulo alcançou o tricampeonato consecutivo (2006, 2007 e 2008) e o hexacampeonato na história, feitos inéditos para um clube até então na história do Campeonato Brasileiro.
Em 2019 foi escolhido para ser uma das sedes da Copa do Mundo FIFA Sub-17 de 2019, recebendo inclusive, as partidas de Abertura e Final da Competição.